# نكوص

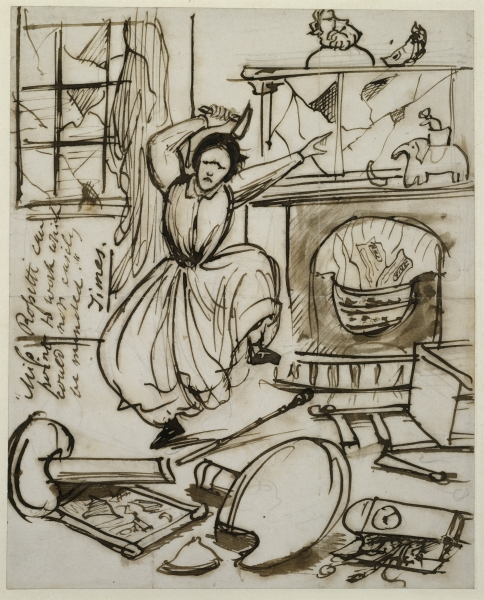

النكوص مصطلح في علم التحليل النفسي، يلجأ فيه الفرد إلى الرجوع أو النكوص أو التقهقر إلى مرحلة سابقة من مراحل العمر وممارسة السلوك الذي كان يمارسه في تلك المرحلة لأن هذا السلوك كان يحقق له النجاح في تلك المرحلة العمرية، حيث كان بمثابة سلوك مريح وممتع يشعره بالأمان في تلك الفترة.
من أبرز الأمثلة على ذلك لجوء البعض إلى البكاء للحصول على شيء أو لجلب الانتباه أو عند الشعور بأن مشاعر المحبة لهم تواجه تهديد أو للتخلص من موقف يسبب لهم القلق ولو لفترة هرباً من الضغوط المحيطة به أو للتخفيف عما يعانيه من نكسات نفسية، فيلجأ لتذكر ماضيه المليء بالأمان، وذلك لعلاقة النكوص القوية بالحاجة إلى الأمان، وهناك الكثير من هذا النوع من الحيل الدفاعية عند الأطفال الذين قد يرجعون إلى الرضاعة رغم أنهم فطموا منها منذ وقت طويل أو التبول اللاإرادي رغم قدرتهم على التحكم في ذلك فمن الممكن أن يعود الطفل إلى سلوك كان شائعًا في مرحلة سابقة من نموِّه، وعادة ما يظهر عند قدوم مولود جديد على الأسرة.
وقد يلجأ البالغين أيضاً إلى هذه الحيلة بعد خروجهم من تجارب قاسية أو قوية مثلاً بأن يعود إلى رضاعة إبهامه أو فتاة تعود إلى اللعب بالدمى أو المرأة التي تصل للعمل متأخرة وعندما يراها المسئول لاشعورياً تجهش بالبكاء. أو الرجل الكبير الذي يصبغ شعره ولحيته ويبحث عن زوجة جديدة. وقد يثبت الشخص على المرحلة التي انتكص إليها كأثر سلبي ويفقد القدرة على تحقيق التوافق السوي. وعادة ما يحدث النكوص لدى المرضى الذهنيين وقد أثبتت الدراسات النفسية بأن النكوص استجابة شائعة للإحباط. فالنكوص عودة إلى المراحل السابقة من العمر من خلال التصرفات والسلوكيات التي تميز تلك المرحلة السابقة وذلك لتحقيق نفس النتائج اللاتي كان يحققها الفرد في تلك المرحلة.